# Ernesto Nathan

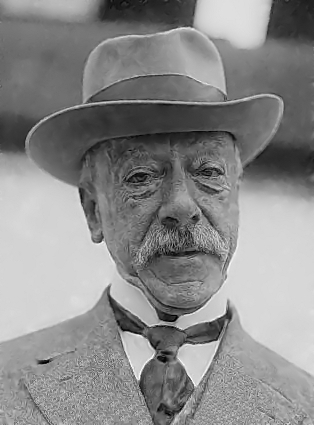
Ernesto Nathan

Ernesto Nathan (5 października 1848 w Londynie; zm. 9 kwietnia 1921 w Rzymie) – włoski polityk żydowskiego pochodzenia, burmistrz Rzymu od listopada 1907 roku do grudnia 1913, mason. Urodził się w Londynie w 1848 roku jako syn Sary Levi, obywatelki brytyjskiej, i Majera Mojżesza Nathana, obywatela niemieckiego. Jego ojciec umarł, gdy miał 14 lat. Dzieciństwo i młodość spędził w różnych miejscach we Włoszech, we Florencji, Lugano, Mediolanie i na Sardynii. Zainteresował się wtedy rewolucyjnymi ideami Giuseppe Mazziniego. W 1870 roku przeprowadził się do Rzymu. Jego dom był miejscem spotkań intelektualistów. Bywali tam m.in. Giosuè Carducci i Francesco Crispi. W 1877 został członkiem lewicowej partii Crispiego, a w 1888 uzyskał włoskie obywatelstwo. W 1887 został członkiem Wielkiego Wschodu Włoch, którego wielkim mistrzem został dwukrotnie, w 1899 i 1917. W kwietniu 1889 został członkiem rady miasta Rzymu, a w 1907 został burmistrzem. Został wybrany na dwie kadencje. Jako burmistrz bardzo dbał o rozbudowę systemu edukacji. Otworzył 150 przedszkoli. Jego polityka była określana jako antyklerykalna. Otworzył także Vittoriano. Stworzył publiczną sieć komunikacji miejskiej w Rzymie (ATAC). Zmarł 9 kwietnia 1921 roku w Rzymie.